# Copadichromis eucinostomus
Copadichromis eucinostomus là một loài cá thuộc họ Cichlidae. Nó được tìm thấy ở Malawi, Mozambique, và Tanzania. Môi trường sống tự nhiên của chúng là hồ nước ngọt.
Copadichromis eucinostomus là một loài cá Lekking cá, con đực xây lâu đài cát. Thành viên lek với gò cát cao nhất - rộng gần một mét ở căn cứ - thắng đối với con cái. Những khối cát này lấy con vật dài mười xăngtimét và mất hai tuần để xây dựng.